# Nothofagus antarctica
Nothofagus antarctica (G.Forst.) Oerst. è un albero deciduo appartenente alla famiglia Nothofagaceae originario della Terra del Fuoco. Ha guadagnato il primato dell'albero più a sud della terra grazie alla sua presenza sull'Isola Hoste. Predilige le aree con precipitazioni frequenti.

## Nomi
Nothofagus antarctica, secondo l'accurata descrizione di Lucas Bridges, che visse nella Terra del Fuoco per quarant'anni, aveva molti nomi comuni: "faggio deciduo", "hanis" (nome yamana) e "kualchink" (nome selknam); proprio nelle credenze selknam, comunque, dal faggio deciduo poteva anche nascere uno degli esseri soprannaturali in cui credevano, Kmantah, uno spirito vestito di corteccia di faggio.

## Descrizione
È una pianta che di solito cresce tra i 25 e i 10 m di altezza, con tronco slanciato e corteccia squamosa. Le foglie sono semplici e alternate, lunghe circa 2-4,5 cm. Spesso sono ricoperte da una cera profumata e viscosa, ed il loro colore è verde, ma giallo o arancione in autunno. La loro forma è ovata, con il bordo crespo e arrotondata sulla punta. I fiori sono degli amenti poco appariscenti, giallastri. Il frutto è una capsula di circa 6 cm che contiene 4 semi.
Bridges, nel suo libro, afferma che la sua altezza massima è di circa 30 m, con 6 m di circonferenza, e che cresce soprattutto nelle valli più asciutte delle colline orientali, formando dei boschi. Inoltre, nel confrontarlo col faggio sempreverde, ricorda che quest'ultimo è simile ma possiede delle foglie dalla tessitura più solida, più scure e anche più aromatiche.
Bridges ricorda anche che quando il faggio deciduo germoglia, in primavera, agli animali sono molto gradite le sue prime tenere foglie, e quindi ci salgono sopra per mangiargliele; per questo motivo, racconta, alcuni faggi crescono storti per il resto della loro vita. Secondo Bridges la sua linfa, pur avendo un gusto notevolmente acre, è commestibile.

## Coltivazione
Questa specie è stata piantata sia sulla costa ovest degli Stati Uniti che nelle Fær Øer, ed in entrambi i luoghi ha dimostrato di essere una specie abbastanza rustica. Altri esemplari si trovano in Gran Bretagna.